# Логатец
Логатец (словен. Logatec, нем. Loitsch) — город в западной части Словении. Население города — 7 616 человек по данным переписи 2002 года, население всей общины — 11 343.

## География и транспорт
Логатец расположен в 25 километрах к юго-западу от столицы страны Любляны. Через город проходит железная дорога Любляна — Копер, рядом с городом проходит автомагистраль того же направления. Другие автодороги ведут в сторону Идрии, Краня и Постойны.

## История
Первое поселение на месте Логатеца возникло во времена Римской империи и было известно как Mansio Longatico. Во времена Габсбургов Логатец сильно вырос, будучи расположенным на стратегически важном направлении, связывавшем внутренние регионы империи с Адриатическим побережьем. Вплоть до создания в 1857 году Австрийской южной железной дороги Вена — Любляна — Триест, прошедшей через город, большинство жителей Логатеца были заняты извозом и другими видами деятельности, так или иначе связанными с транспортом. После строительства дороги Логатец стал крупной железнодорожной станцией. В конце XIX—XX веках в городе было построено несколько индустриальных предприятий.